# Kouaoua
Kouaoua es una comuna de la Provincia Norte de Nueva Caledonia, un territorio de ultramar de Francia en el océano Pacífico.

## Historia
La comuna de Kouaoua fue creada el 25 de abril de 1995 de la separación de su territorio de la comuna de Canala.